# 石砂山
石砂山（いしざれやま）は、丹沢山地の北部、神奈川県相模原市緑区にある標高578mの山である。
北東に隣接する石老山からそのまま縦走がてらに登ってくる登山客がわずかながらいる。
標高は低いが葉の落ちた冬場は、山頂のベンチから周囲の山々をゆったりと眺めることができる。
大室山の後方に富士山の上部も見えるが、木の生い茂る時期は展望の悪い山頂となる。